# Euechinoidea
Euechinoidea (лат.) (гр. eu — настоящий) — один из двух современных подклассов морских ежей. К нему относится подавляющее большинство современных видов морских ежей, и, по-видимому, он появился в поднем девонском периоде (около 382 миллионов лет назад). Включает как «правильных» морских ежей (сферической формы со ртом внизу и анусом наверху), так и «неправильных» (не соответствующих этой канонической форме: плоские, вытянутые, сердцевидные и т. д.). У них есть жесткий панцирь, из пяти меридиональных амбулакральных и интерамбулакральных полей, чередующихся между собой. Каждое поле, в отличие от представителей подкласса Perischoechinoidea, состоит из двух рядов табличек. Челюстной аппарат есть у всех «правильных» и части «неправильных» ежей. Некоторые представители имеют жабры и жаберные щели. Педицеллярии у них бывают всех типов.

## Классификация
На февраль 2025 года в подкласс включают 3 инфракласса:
- Aulodonta Jackson, 1912
- Carinacea Kroh & Smith, 2010
- Irregularia Latreille, 1825